# Spe salvi

O brasão pontifício de Bento XVI

Spe salvi é uma encíclica sobre a "esperança cristã" publicada pelo Papa Bento XVI tornada pública no dia 30 de novembro de 2007, às 11h30min. A apresentação da encíclica ficou a cargo dos cardeais Georges Martin Cottier, O.P., pró-teólogo emérito da Casa Pontifícia e de Albert Vanhoye S.J., professor emérito de Exegese do Novo Testamento do Pontifício Instituto Bíblico.
O texto da encíclica inicialmente ficou disponível em alemão, espanhol, francês, inglês, italiano, latim, polonês e português para a imprensa a partir das 9h da manhã do dia 30 de novembro de 2007.
Esta é a segunda encíclica de Bento XVI e gira em torno de mais uma das virtudes teologais a saber a Esperança. Depois de ter tratado sobre a "Caridade" ou o amor de Deus na encíclica Deus caritas est, de 25 de dezembro de 2005. A encíclica medita sobre a carta de São Paulo aos Romanos (8, 24) onde é dito: Pois nossa salvação é objeto de esperança; e ver o que se espera, não é esperar. Acaso alguém espera o que vê?.

## Síntese do documento
O texto consta de introdução e de mais oito capítulos e começa com a passagem da Epístola de São Paulo aos Romanos: Spe salvi facti sumus que quer dizer "na esperança fomos salvos".
Os títulos do capítulos são:
- A fé é esperança;
- O conceito de esperança baseada na fé no Novo Testamento e na Igreja primitiva;
- A vida eterna - o que é?
- É individualista a esperança cristã?
- A transformação da fé-esperança cristã no tempo moderno;
- A verdadeira fisionomia da esperança cristã;
- Lugares de aprendizagem e do exercício da esperança:

I) A oração como escola da esperança;
II) O atuar e sofrer como lugares de aprendizagem da esperança;
III) O Juízo como lugar de aprendizagem e exercício da esperança;
- Maria, estrela da esperança.

Bento XVI, já na introdução afirma que:
A redenção é-nos oferecida no sentido que nos foi dada a esperança, uma esperança fidedigna, graças à qual podemos enfrentar o nosso tempo presente: o presente, ainda que custoso, pode ser vivido e aceite, se levar a uma meta e se pudermos estar seguros desta meta, se esta meta for tão grande que justifique a canseira do caminho.
Afirma que o elemento distintivo dos cristãos o facto de estes terem um futuro: não é que conheçam em detalhe o que os espera, mas sabem em termos gerais que a sua vida não acaba no vazio. O Papa explica que Jesus não trazia "uma mensagem sócio-revolucionária" como a de Espártaco e que "não era um combatente por uma libertação política como Barrabás ou Bar-Kokebá". O que trouxe "era algo totalmente diverso: (...) o encontro com o Deus vivo, (...) o encontro com uma esperança mais forte que os sofrimentos da escravidão e que por ele transformava desde dentro a vida e o mundo, "mesmo que as estruturas externas permanecessem as mesmas".
Diz que a crise atual de fé é sobretudo uma crise de esperança cristã e que o homem busca restabelecer o "paraíso perdido" com os progressos materiais da técnica e da ciência.
"Há duas etapas essenciais da concreção política desta esperança-: A Revolução Francesa e a marxista. Diante da evolução da Revolução francesa a Europa da Ilustração (...) teve que refletir (...) de maneira nova sobre a razão e a liberdade". De outro lado, a revolução proletária "deixou atrás de si uma destruição desoladora". O erro fundamental de Marx foi este: "Esqueceu o homem e esqueceu sua liberdade. (...) Acreditou que, uma vez solucionada a economia, tudo ficaria resolvido. Seu verdadeiro erro é o materialismo". "Digamo-lo agora de maneira  muito simples, o homem necessita de Deus, do contrário fica sem esperança". "O homem nunca pode ser redimido somente do exterior. (...) O homem é redimido pelo amor". "A verdadeira, a grande esperança do homem que resiste apesar de todas as desilusões, só pode ser Deus, o Deus que nos amou e que continua nos amando até o extremo.".
O Papa afirma que o primeiro lugar para exercitar a esperança é a oração: "Quando ninguém me escuta, Deus me escuta. (...) Se já não há ninguém que possa ajudar-me (...) Ele pode ajudar-me." Conclui dizendo que  "Existe a ressurreição da carne. Existe uma justiça. Existe a revogação do sofrimento passado, a reparação que restabelece o direito. A questão da justiça é o argumento essencial, em todo caso, o argumento mais forte em favor da fé na vida eterna. É impossível que injustiça da ´história seja a última palavra. (...) Mas em sua justiça está também a graça". "A graça não exclui a justiça... Ao final, os maus, no banquete eterno, não terão lugar indistintamente na mesa junto com as vítimas, como se houvesse ocorrido nada."